# Eichfeld (Volkach)
Eichfeld ist ein Ortsteil der Stadt Volkach im bayerischen Landkreis Kitzingen in Unterfranken. Eichfeld war bis zum freiwilligen Zusammenschluss mit Volkach am 1. Juli 1972 eine selbstständige Gemeinde. Zuvor hatten lange Zeit die Grafen von Castell die Dorfherrschaft inne, das Dorf war Teil ihrer Grafschaft. Die Grafen führten im 16. Jahrhundert auch die Reformation in Eichfeld ein, sodass es bis heute überwiegend evangelisch-lutherisch geprägt ist.
Eichfeld liegt abseits der großen Tourismuszentren an der Volkacher Mainschleife. Neben der Kirche und einem Renaissance-Friedhofsportal gibt es nur kleinere Baudenkmäler im Ort.

## Geografische Lage

### Geografie und naturräumliche Gliederung
Eichfeld liegt im äußersten Südosten des Volkacher Gemeindegebietes. Weiter nördlich befindet sich der Volkacher Ortsteil Rimbach. Im Nordosten, Westen und Süden beginnt das Gebiet der Stadt Prichsenstadt. Die Ortsteile Järkendorf (im Nordosten), Stadelschwarzach (im Südosten) und Laub (im Süden) liegen Eichfeld am nächsten. Der Südwesten leitet zum Volkacher Ortsteil Dimbach über. Im Westen gehört der Strehlhof zur Gemarkung Rimbach.
Nächstgelegene, größere Städte sind Kitzingen mit einer Distanz von etwa 15 Kilometern und Schweinfurt, das ungefähr 23 Kilometer entfernt ist. Die nächste Großstadt ist das 27 Kilometer entfernte Würzburg.
Naturräumlich liegt Eichfeld im Steigerwaldvorland von Neuses, das zum Iphofen-Gerolzhofener Steigerwaldvorland innerhalb der Mainfränkischen Platten gezählt wird.
Eichfeld liegt im Norden des Mainfränkischen Beckens zwischen den Bächen Volkach und Schwarzach. Der Main berührt die Eichfelder Gemarkung nicht, sondern fließt in einiger Entfernung im Westen vorbei. Einige kleinere Flüsse entspringen allerdings auf Eichfelder Gemarkung. Im Norden ist dies der Halbmeilenbach und im Nordwesten der Heiligenbach, als Zuflüsse zur Sommerach. Der Sadelsbach fließt im Osten am Dorf vorbei, auf die Schwarzach zu. Die Schwarzach-Zuflüsse Marbach (im Süden) und Seeflußgraben (im Südosten) entspringen ebenfalls um Eichfeld.

### Dorfgliederung
Die Eichfelder Gemarkung nimmt eine Fläche von 6,5 km² ein. Zentral befindet sich das karolingische Haufenwegedorf mit der evangelischen Pfarrkirche im Mittelpunkt sowie die neuere Siedlung, die sich im Nordwesten an das alte Dorf anschließt. Sie wurde in den 1960er-Jahren angelegt. Dort befindet sich auch der Sportplatz des Dorfes. Weiter im Nordwesten und im Westen liegen einzelne unbenannte Aussiedlerhöfe.
Die Dorffluren tragen einheitlich Felder, lediglich im kleinen Taleinschnitt des Sadelsbach sind Baumreihen zu finden. Der Forst Röhrig liegt zwischen den Gemarkungen von Dimbach und Eichfeld. In dem Areal wird die Wüstung Korndorf lokalisiert, die im Jahr 1589 einmal erwähnt wurde. Im äußersten Nordosten erhebt sich der Eichelberg und im äußersten Osten der Fichtelberg. An der Gemarkungsgrenze zu Rimbach im Nordwesten beginnt die Flur Halbemeile mit dem Halbmeilensee. Teile der Gemarkung sind unter dem Namen Südliches Steigerwaldvorland als EU-Vogelschutzgebiet unter Schutz gestellt.

## Geschichte

### Vor- und Frühgeschichte (bis 906)
Anders als in den Dörfern der Umgebung wurden in Eichfeld keinerlei prähistorische Funde gemacht. In der näheren Umgebung entstanden in der jüngeren Hallstattzeit allerdings mehrere Ansiedlungen. Nahe Eichfeld wurden einige Hügelgräber lokalisiert, in denen die damaligen Bewohner bestattet wurden. Während der Latènezeit kam es dann überall in der Mainschleifenregion zur Bevölkerungsüberlagerung: Die zugezogenen Kelten verdrängten die ursprüngliche Bevölkerung.
Um 50 vor Christus stießen elbgermanisch-suebische Völker in das Gebiet um Eichfeld vor. Es ist unklar, ob zu diesem Zeitpunkt bereits ein Dorf an der heutigen Stelle existierte. Über 600 Jahre später, im 6. nachchristlichen Jahrhundert, eroberten die germanischen Franken die Region. Sie brachten erste Verwaltungsstrukturen mit und forcierten auch die Christianisierung im heutigen Mainfranken.
Die Besiedlung Eichfelds erfolgte wohl im Zuge dieser Kolonisation im 7. bzw. 8. Jahrhundert als Rodungsort. Damals hatte sich in der Umgegend bereits ein fränkischer Urgau, das Volkfeld, als Besitz des Königs etabliert. Eichfeld wurde im 9. Jahrhundert Teil dieses weitverzweigten Eigentums. Der König begann allerdings bereits bald dieses geschlossene Land aufzulösen. Er vergab ganze Gebiete an andere Herrschaften und versicherte sich so deren Treue.

### Wechselnde Dorfherren (bis um 1530)

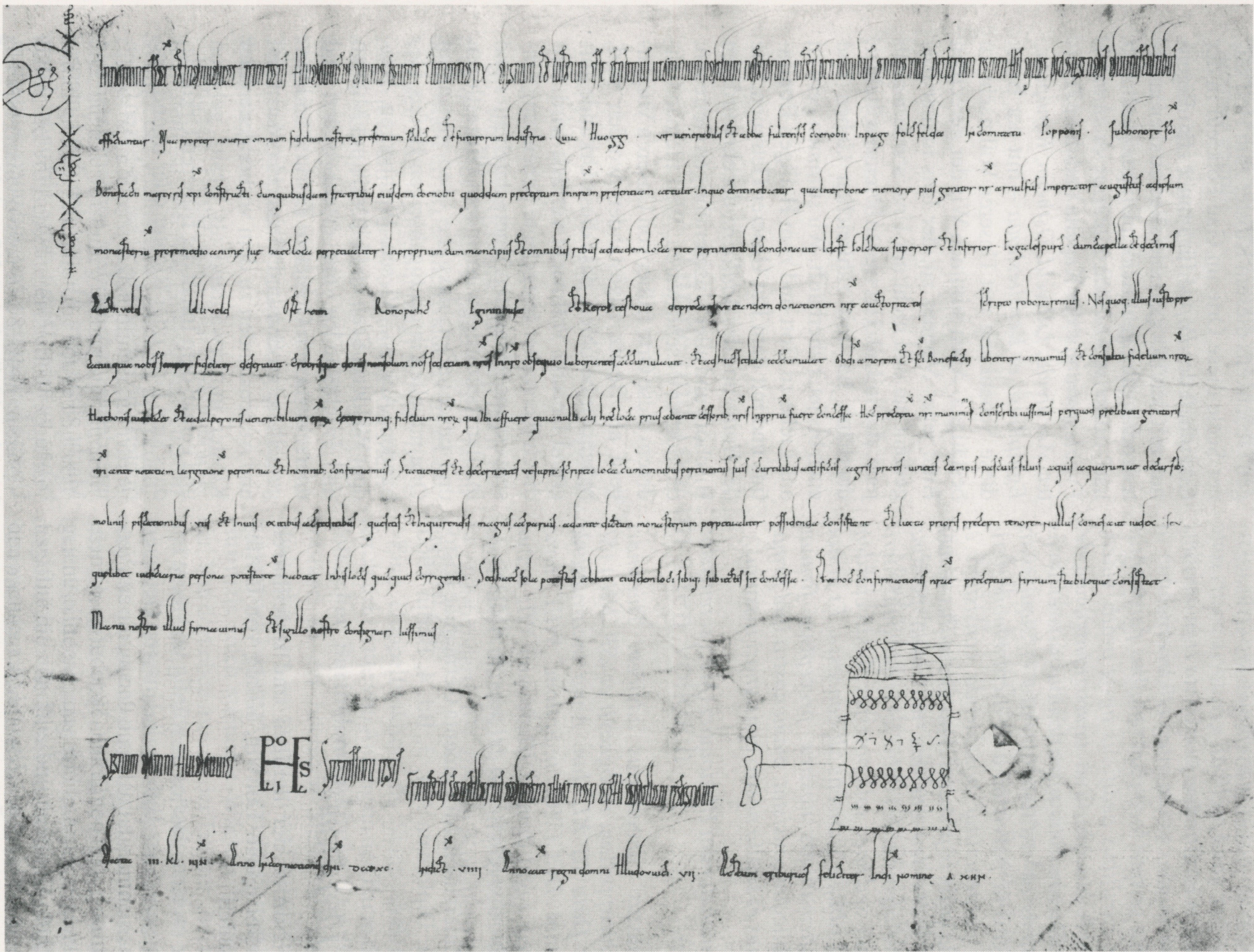
Die Urkunde von 906

Erstmals genannt wurde Eichfeld im Jahr 906. In einer Urkunde bestätigte Ludwig das Kind die Schenkungen seines Vaters Arnulf von Kärnten. „Aachiveld“ war 889 zusammen mit vielen anderen Orten der Umgebung an das Kloster Fulda gekommen. Zu diesem frühen Zeitpunkt wird das Dorf lediglich aus einem königlichen, später fuldischen Fronhof und einigen Leibeigenenhäusern bestanden haben. Kirchlich war Eichfeld damals Teil der Urpfarrei Volkach, die ihren Sitz auf dem Kirchberg hatte.
Im Schatten der Abtei Fulda und des immer mächtiger werdenden Hochstifts Würzburg stiegen im 11. Jahrhundert die Grafen von Castell zu bedeutenden Lehnsherren an der Mainschleife auf. Um 1200 wurden sie erstmals auch in Eichfeld greifbar. Nachdem Graf Rupert II. zu Castell 1230 in einer Fehde Hermann von Würzburg unterlegen war, erhielt der Bischof die Vogtei über Eichfeld. Er verlieh sie in der Folgezeit allerdings wiederum an die Casteller Grafen.
Das ganze Mittelalter hindurch war Eichfeld nun grundherrschaftlich stark aufgesplittert und häufigen Herrschaftswechseln ausgesetzt. Im Jahr 1290 erhielt die Abtei Münsterschwarzach die Vogtei über Eichfeld zugesprochen. Gleichzeitig waren andere Geschlechter im Dorf begütert. 1297 ist ein Hof des Würzburger Neumünsters nachgewiesen, 1376 hatten die Zollner von der Hallburg dort Besitzungen. 1376 waren die Herren von Althusen, 1453 die Truchseß von Wildberg und die Herren von Seinsheim in Eichfeld begütert.
Während des Deutschen Bauernkrieges, der im Jahr 1525 durch eine Teuerungswelle ausbrach, verhielten sich die Eichfelder zurückhaltend. Zwar schlossen sich einige dem Volkacher Fähnlein an, das die Adelssitze der Umgebung plünderte, doch versorgten sie die Kämpfenden nur mit Nahrung. Als der Aufstand 1526 niedergeschlagen war und die Rädelsführer bestraft wurden, war kein einziger Eichfelder unter den Hingerichteten.

### Während der Glaubenskriege (bis 1662)

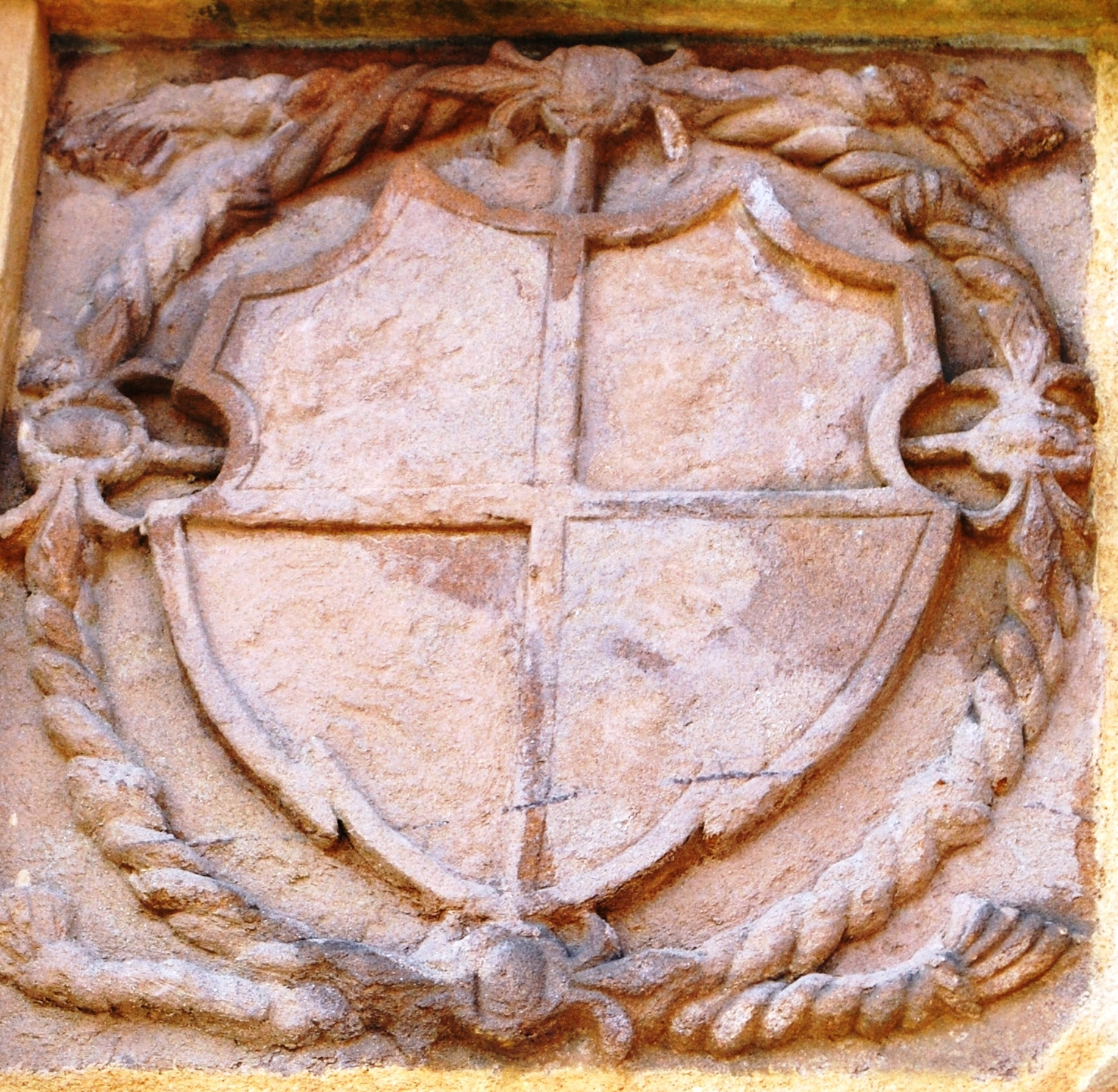
Das Wappen der Herren zu Castell am Friedhofsportal

Die Zeit mehrerer Grundherrschaften endete für Eichfeld kurze Zeit später. Graf Wolfgang I. zu Castell gelang es um das Jahr 1530, Eichfeld in seine Grafschaft einzufügen, wo es bis 1806 verblieb. Das Dorf hatte sich bereits 1339 von der weit entfernten Kirchbergpfarrei losgesagt und besaß mit der Stephanuskirche ein eigenes Gotteshaus. Die Nachfolger Wolfgangs führten für ihre Besitzungen bald nach dem Tod des Vaters die lutherische Konfession ein. In Eichfeld ist 1556 erstmals ein evangelischer Pfarrer nachgewiesen.
Wenige Jahre zuvor hatte Eichfeld einige Plünderungen erleiden müssen. Graf Georg II. zu Castell war im Markgrafenkrieg ein Verbündeter des Albrecht Alcibiades gewesen, der die Auseinandersetzung verlor. Die Grafschaft war im Juni und Oktober 1553 deshalb den Durchzügen der Soldaten des Hochstifts Würzburg und des Herzogtums Braunschweig ausgesetzt. Die kurze Zeit später einsetzende Gegenreformation unter Bischof Julius Echter von Mespelbrunn berührte das Dorf allerdings nur am Rande: Es erhielt für seine Kirche einen Helm.
Die anschließende Hexenverfolgung – im nahen Gerolzhofen wurden viele vermeintliche Hexen verbrannt – setzte in Eichfeld nur langsam ein. So zeigte der Schulz von Eichfeld dem Grafen von Castell zwei Eichfelder Frauen, welche 25 weitere angegeben hätten, als Hexen an. Einige Verdächtige wurden zum Verhör gebracht, keiner von ihnen wurde hingerichtet. Der Dreißigjährige Krieg führte zum Zusammenbruch des dörflichen Lebens. Bereits 1626 hatte Eichfeld unter Einquartierungen zu leiden. Im Jahr 1631 flohen die meisten Dorfbewohner vor den anrückenden, eigentlich verbündeten Schweden ins befestigte Volkach.
Eichfeld fiel allerdings während des Krieges nie ganz öde, die lutherische Pfarrei wurde von Prichsenstadt aus versehen, blieb zeitweise allerdings unbesetzt. Nach dem Westfälischen Frieden kam es zu einem starken Zuzug von vertriebenen Lutheranern aus anderen Herrschaften, wie den Hochstiften Bamberg, Mainz und Salzburg. Eichfeld hatte sich als „evangelische Insel“ inmitten des katholischen Hochstifts Würzburg etabliert und zog deshalb viele Exulanten an.

### Die Grafschaft Castell (bis 1806)
Mit der Erweiterung seiner Zuständigkeiten wurde Eichfeld 1662 Teil des Zentgerichts Rüdenhausen und damit auch gerichtlich aus dem Hochstift ausgeschlossen. Das Dorf war allerdings bis ins 18. Jahrhundert nie konfessionell ungespalten, unter anderem gehörten zeitweise der Bäcker, der Schmied und der Dorfbader der katholischen Konfession an. Die Pfarrei war 1648 mit dem nahen Krautheim zusammengelegt worden.
Indirekt hatte Eichfeld im Spanischen Erbfolgekrieg zu leiden: Teuerungen ließen das Dorf verarmen. Im Jahr 1762 quartierten sich preußische Soldaten während des Siebenjährigen Krieges im Ort ein, ihnen folgten in den nächsten Jahren weitere Armeen. Die ständigen Durchzüge führten 1769 zu einem akuten Getreidemangel, der sich bis 1772 zu einer Hungersnot steigerte. Hagelwetter und eine Mäuseplage hatten die Situation zusätzlich verschärft. Allein im Jahr 1772 waren 30 Tote in Eichfeld zu beklagen.
Am 6. August 1780 erschütterte ein Brand das Dorf, bei dem insgesamt 21 Gebäude in Flammen aufgingen. Wiederum folgten der Katastrophe Einquartierungen in den Koalitionskriegen, 1796 schloss sich eine Rinderpest an. Mit Typhus wütete im Dorf eine weitere Seuche. Viele junge Eichfelder wurden zum Kriegsdienst an andere Herrschaften vergeben und konnten so den Wiederaufbau nicht vorantreiben.

### In Bayern (bis heute)

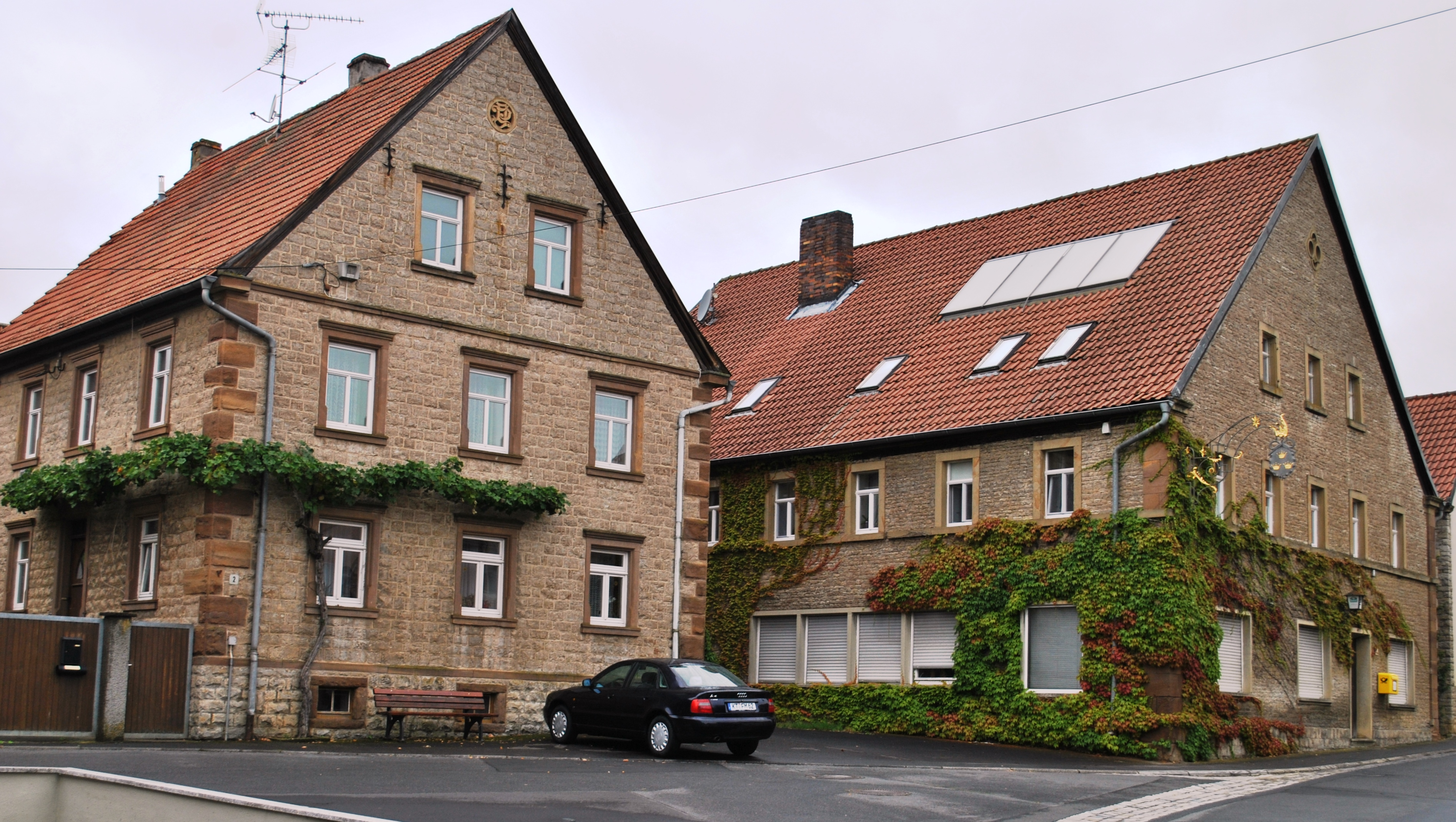
Nach dem Brand von 1780 entstanden in Eichfeld mehrere Bruchsteinhäuser

Mit der durch Napoleon eingeleiteten Mediatisierung wurden die kleinen weltlichen Herrschaften im Jahr 1806 aufgelöst und größeren Staaten einverleibt. Die Grafschaft Castell mit Eichfeld kam zunächst an Kurpfalz-Bayern, ehe sie kurze Zeit Teil des Großherzogtums Würzburg wurde. Im Jahr 1814 wurde Eichfeld endgültig königlich-bayerische Ruralgemeinde im Landgericht Volkach. Die Belastungen durch Einquartierungen gingen indessen weiter, so waren zeitweise über 400 Soldaten in Eichfeld untergebracht. Das Dorf hatte 1808 nur 386 Einwohner.
Der Wegzug der jungen Bevölkerung setzte sich zunächst ebenso fort, zwischen 1836 und 1842 verließen 36 Eichfelder das Dorf. Neues Ziel der Auswanderer war das weitentfernte Amerika. Durch den Ausbau und die Pflasterung der Straßen versuchte die Gemeinde zwischen 1842 und 1879 die wirtschaftliche Situation zu verbessern, der Dorfpfarrer Christian Englert legte eine Baumschule in den Kirchgärten an. Erst die Errichtung der Volkacher Mainbrücke 1892 ließ in Eichfeld den Wohlstand durch Getreideexporte wachsen.
Der Beginn des 20. Jahrhunderts war in Eichfeld vom Neubau der Stephanus-Kirche geprägt. 1902 gelang es Pfarrer Leonhard Biemüller, den Abriss des alten Langhauses durchzusetzen. Im Ersten Weltkrieg hatte Eichfeld ein großes Kontingent an Soldaten zu stellen. Insgesamt dienten 54 Männer in der Armee, 14 Dorfbewohner starben. Die Weltwirtschaftskrise vernichtete die geringen Vermögen der Eichfelder vollständig, allerdings musste keiner mehr hungern.
Im Zweiten Weltkrieg starben 21 Soldaten aus Eichfeld. Am 13. April 1945 besetzten die Amerikaner das Dorf. Zuvor hatte die Gemeindeverwaltung den Ort kampflos übergeben. In den ersten Nachkriegsjahren nahm man viele Ausgebombte und Flüchtlinge auf, die wenigsten blieben allerdings in Eichfeld wohnen. Gleichzeitig forcierten die Bürgermeister mit dem Anschluss an die Fernwasserversorgung und der Flurbereinigung die Modernisierung.
In den 1960er-Jahren wurde ein Baugebiet ausgewiesen und die Kreisstraße in Richtung Volkach erweitert. Hierfür riss man 1967 das Pfarrhaus von 1683 ab. Die Hinwendung zur Stadt Volkach erreichte am 1. Juli 1972 ihren Höhepunkt, als das Dorf Teil der Großgemeinde wurde. Die evangelischen Christen Volkachs wurden im Jahr 1977 nach Eichfeld umgepfarrt, allerdings erhielten sie noch im selben Jahr ihre Selbstständigkeit als Kirchengemeinde.

### Ortsname
Der Name des Ortes Eichfeld geht auf die natürlichen Begebenheiten in der Umgebung zurück. Im Althochdeutschen bedeutete „Feld“ eine Landschaft, die aufgrund ihrer einfachen Durchgängigkeit im Gegensatz zu Waldgebieten stand. Eichfeld trägt den Namen wohl, weil es als „freie Fläche im alten Eichenmischwald“ gegründet wurde. Eventuell geht der Name auch auf einen Gründer Acho zurück. Der Dorfname weist jedenfalls auf eine späte Gründung im 7. oder 8. nachchristlichen Jahrhundert hin. Eichfeld war wahrscheinlich ein karolingischer Rodungsort.
Im Jahr 906 wurde das Dorf „Aachiveld“, 1230 „Villa Eichfelt“ (Dorf Eichfelt) genannt. 1496 setzte sich „Effelt“ durch. 1581 tauchte die Bezeichnung „Eichuelt“ auf, ehe sich 1664 „Gemein zu Eychfeldt“ durchsetzte. Im Laufe der Zeit schliff sich die Bezeichnung weiter ab, sodass der Ort heute Eichfeld heißt. Insbesondere die älteren Dorfbewohner sprechen noch heute mundartlich von „Affelt“ oder der älteren Bezeichnung „Effelt“.

### Verwaltung und Gerichte
| Die folgenden Verwaltungseinheiten waren der Gemeinde Eichfeld übergeordnet. - bis um 1530: wechselnde Herrschaften - bis 1810: Grafschaft Castell in Rüdenhausen, ab 1806 Mediatisierung - bis 1862: Landgericht älterer Ordnung Volkach im Untermainkreis, ab 1837 Unterfranken - bis 1872: Bezirksamt Volkach in Unterfranken - bis 1972: Bezirksamt Gerolzhofen, ab 1939 Landkreis Gerolzhofen in Unterfranken - ab 1972: Ortsteil der Stadt Volkach, Landkreis Kitzingen in Unterfranken |  | Gerichtlich unterstand Eichfeld folgenden Instanzen. - bis 1662: Zentgericht Stadtschwarzach im Hochstift Würzburg - bis 1848: Gericht Rüdenhausen, ab 1806 Patrimonialgericht Rüdenhausen - bis 1862: Landgericht älterer Ordnung Volkach - bis 1879: Landgericht Volkach - bis 1966: Amtsgericht Volkach im Landgerichtsbezirk Schweinfurt - bis 1972: Amtsgericht Gerolzhofen im Landgerichtsbezirk Schweinfurt |  |

### Wappen
| Wappen von Eichfeld | Blasonierung: „In Silber drei wachsende, grüne Eichen; darunter ein rotes Prankenkreuz.“ |
| Wappen von Eichfeld | Wappenbegründung: Das Wappen wurde dem persönlichen Zeichen des Niklas Brobst von Effelt entlehnt, das dieser in seinen Briefen verwendete. Die Tingierung spielt auf die Geschichte des Ortes an. Die drei grünen Eichen sind auf den Namen des Dorfes zurückzuführen. Das rote Kreuz auf silbernem Grund geht auf das Wappen der ehemaligen Dorfherren, der Grafen zu Castell ein, das ebenfalls die Farben Silber und Rot aufweist. |

## Politik

### Vom Bürgermeister zum Ortssprecher
Die Eichfelder konnten bereits in der Frühen Neuzeit einen Bürgermeister wählen. Er vertrat mit einigen weiteren Dorfbewohnern den Ort gegenüber der Herrschaft der Grafen zu Castell. Das Rathaus befand sich am Rande der Kirchenburg, nahe der Volkacher Straße; es ist heute als Baudenkmal eingetragen. Erster überlieferter Bürgermeister der Gemeinde Eichfeld war Johann Conrad Höhn im Jahr 1789. Nachdem Eichfeld eine bayerische Ruralgemeinde geworden war, gab es zwei Bürgermeister und fünf Gemeinderäte.
Nach dem Zweiten Weltkrieg wurde 1946 Fritz Prappacher Erster Bürgermeister der Gemeinde. Am 1. Juli 1972 stimmte der Gemeinderat der Eingemeindung nach Volkach zu. Eichfeld war eine der ersten Gemeinden, die sich an Volkach anschlossen. Erster Bürgermeister Fritz Ixmeier und Zweiter Bürgermeister Heinrich Kämpf gaben ihre Ämter ab, das Ortsrecht blieb bis zum 31. Dezember 1972 in Kraft. Die Eichfelder wählten 1989 Heinrich Göllner zu ihrem Ortssprecher, der an den Stadtratssitzungen  beratend teilnimmt. Seit 2020 ist Patrick Fischer amtierender Ortssprecher von Eichfeld.

### Einwohnerentwicklung
Noch im frühen 18. Jahrhundert waren die Folgen des Dreißigjährigen Krieges in Eichfeld an der Einwohnerzahl ablesbar. Bis zum Ende des Jahrhunderts vermehrte sich die Bevölkerung, vor allem durch Zuzug, dann um mehr als die Hälfte. Vor allem Glaubensflüchtlinge kamen nach Eichfeld. Die allgemeine Einwohnerentwicklung im 19. Jahrhundert führte zu weiterem Zuzug, sodass die Einwohnerzahl stabil über 400 blieb. Der Höhepunkt wurde mit über 750 Bewohnern allerdings erst in den 1940er-Jahren erreicht, als viele Vertriebene aus den ehemaligen deutschen Gebieten in der Gemeinde Aufnahme fanden.
| Jahr | Einwohner | Jahr | Einwohner | Jahr | Einwohner |
| ---- | --------- | ---- | --------- | ---- | --------- |
| 1703 | 287       | 1855 | 483       | 1947 | 756       |
| 1784 | 358       | 1870 | 489       | 1956 | 445       |
| 1808 | 386       | 1900 | 446       | 1959 | 418       |
| 1814 | 385       | 1943 | 410       | 1987 | 428       |
| 1833 | 473       | 1945 | 485       | 1993 | 450       |

## Kultur und Sehenswürdigkeiten

### Baudenkmäler

#### Stephanuskirche und Kirchenburg

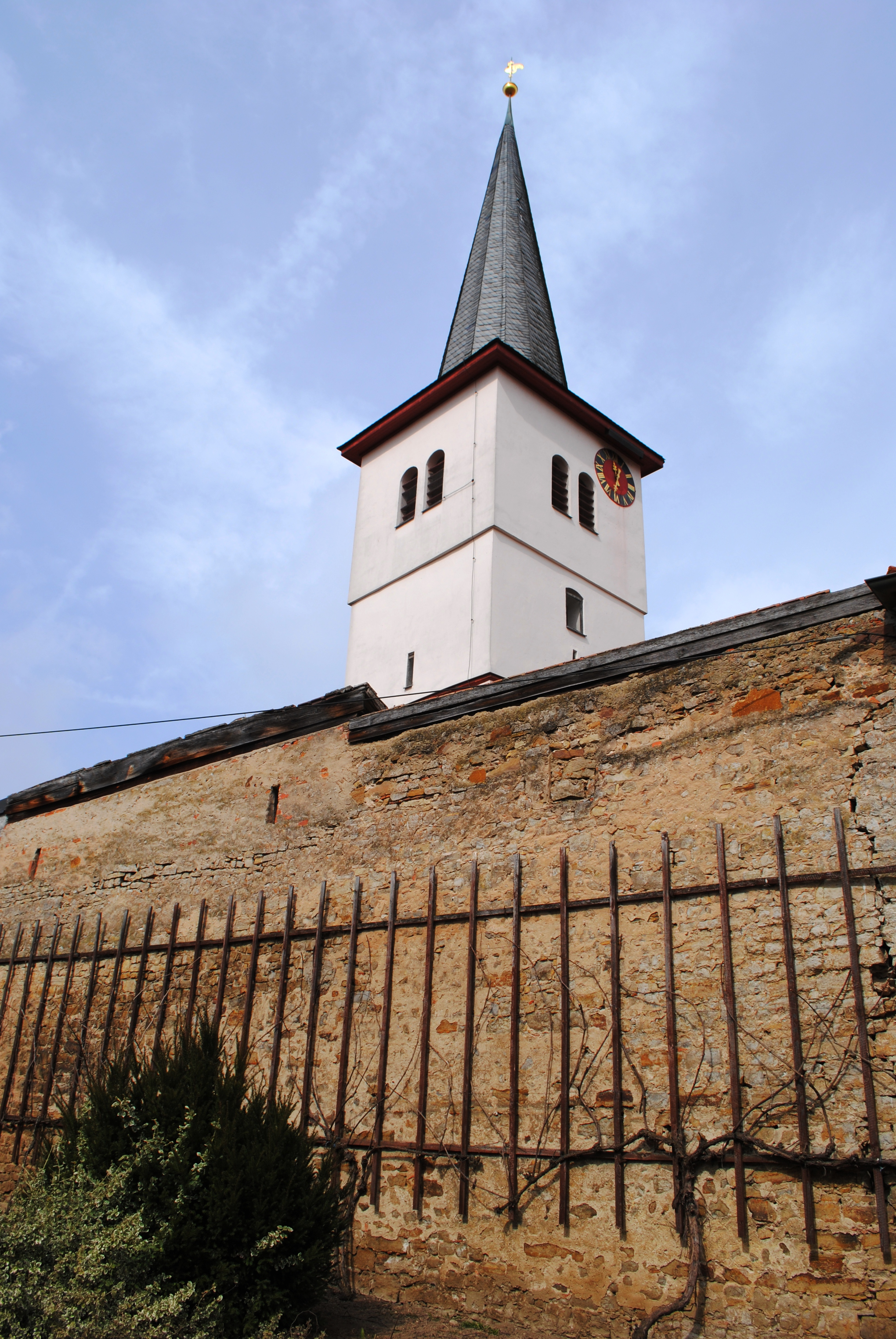
Der Kirchturm hinter den Resten der Kirchenburg

Die Kirche in Eichfeld geht auf einen romanischen Vorgängerbau an gleicher Stelle zurück. Zunächst mussten die Gemeindeglieder jeden Sonntag zur weit entfernten Urpfarrei auf dem Volkacher Kirchberg wandern, ehe sie im Jahr 1339 als erste Filiale die Unabhängigkeit erlangten. Im Jahr 1556 wurde die Reformation eingeführt. Der Dreißigjährige Krieg unterbrach das Gemeindeleben: Die Pfarrer versorgten in den Kriegsjahren ihre Gemeinde von Prichsenstadt aus. Die Pfarrkirche wurde im Jahr 1902 neu errichtet.
Der klassische Saalbau besitzt einen alten Julius-Echter-Turm, der wohl auf gegenreformatorische Bemühungen im 16. Jahrhundert zurückgeht. Das Langhaus wurde zu Beginn des 20. Jahrhunderts im Stile der Neugotik erbaut, während der gotische Chor erhalten blieb. Er weist Maßwerkfenster auf. Ältestes Ausstattungselement ist das Sakramentshaus des 15. Jahrhunderts. Viele weitere liturgische Geräte kamen im Zuge des Neubaus in die Kirche.
Der Neubau von 1902 vernichtete die Kirchenburg in Eichfeld weitgehend. Ursprünglich war das Gotteshaus von eng bebauten Kirchgaden umgeben, die Platz für die Vorräte der Dorfbewohner boten. Heute haben sich dort nur wenige Überreste erhalten. Ein Gaden weist noch eine Inschrift auf und datiert auf das Jahr 1788. Der alte Friedhof, am Rande der Kirchenbefestigung gelegen, wurde verlegt, einige Inschriften aus dem 16. Jahrhundert haben sich erhalten.

#### Friedhofsportal
Eine weitere bauliche Besonderheit ist das Friedhofsportal aus Sandstein in Formen der Renaissance. Es schließt mit einem Kopf ab, der wohl das Haupt des Steinmetzen darstellen soll. Die Herrschaft Castell wird durch das linke Wappen symbolisiert, während links das Wappen der Schenken von Limpurg prangt. Mehrere Inschriften mit Psalmen weisen auf den Ort der Begräbnisstätte hin, die durch das Portal noch heute betreten werden kann. Initiator für den Bau des prächtigen Tores war Graf Georg II. zu Castell, der mit dem Portal an seine kurz zuvor verstorbene Frau erinnern wollte. Der alte Ruheort wurde im Jahr 1588 aufgelöst und der Friedhof an den Ortsrand verlegt. Im Zuge der Reformation waren die Begräbnisse in Eichfeld stetig angewachsen, da nun auch Lutheraner aus den umliegenden Gemeinden im Ort begraben wurden.

#### Privathäuser und Kleindenkmäler
Neben den genannten Baudenkmälern haben sich in Eichfeld auch kleinere Sehenswürdigkeiten erhalten. Nach dem großen Brand von 1780 mussten viele Gebäude neu errichtet werden, sodass viele dieser Denkmäler im 19. Jahrhundert entstanden. Ältestes Baudenkmal ist ein Wohnhaus in der Volkacher Straße Nr. 25. Es stammt aus dem 18. Jahrhundert und weist neben einem ausladenden Satteldach Feuerbock-Fachwerk auf.
Heute privat genutzte Anwesen, wurden in früheren Zeiten auch für das Bewirten oder die Verwaltung des Dorfes genutzt. Das alte Rathaus am Rande der alten Kirchenburg ist ein verputztes Bruchsteinhaus mit einem Satteldach. Es entstand im 19. Jahrhundert. Am Kellereingang des Gebäudes hat sich die alte Sakristeitür der Kirche erhalten. In der ersten Hälfte des 19. Jahrhunderts entstand der alte Dorfgasthof Zum Weißen Roß mit einem Halbwalmdach, dem Brauereibau und den geohrten Fensterrahmungen.
In der Herrengasse befindet sich eine alte Fußgängerpforte neben einem Bruchsteinhaus. Sie datiert auf das Jahr 1832 und wurde mit einem Fratzenstein verziert. In der Volkacher Straße befindet sich auch ein Wirtshausausleger aus dem 19. Jahrhundert. Er weist mit seinen drei goldenen Kronen auf das ehemalige Gasthaus Zur Krone hin. Ein Steinkreuz aus Sandstein außerhalb von Eichfeld, im Wald Röhrig, am Weg nach Dimbach, weist einige Beschädigungen auf. Der Grund der Setzung ist unbekannt.

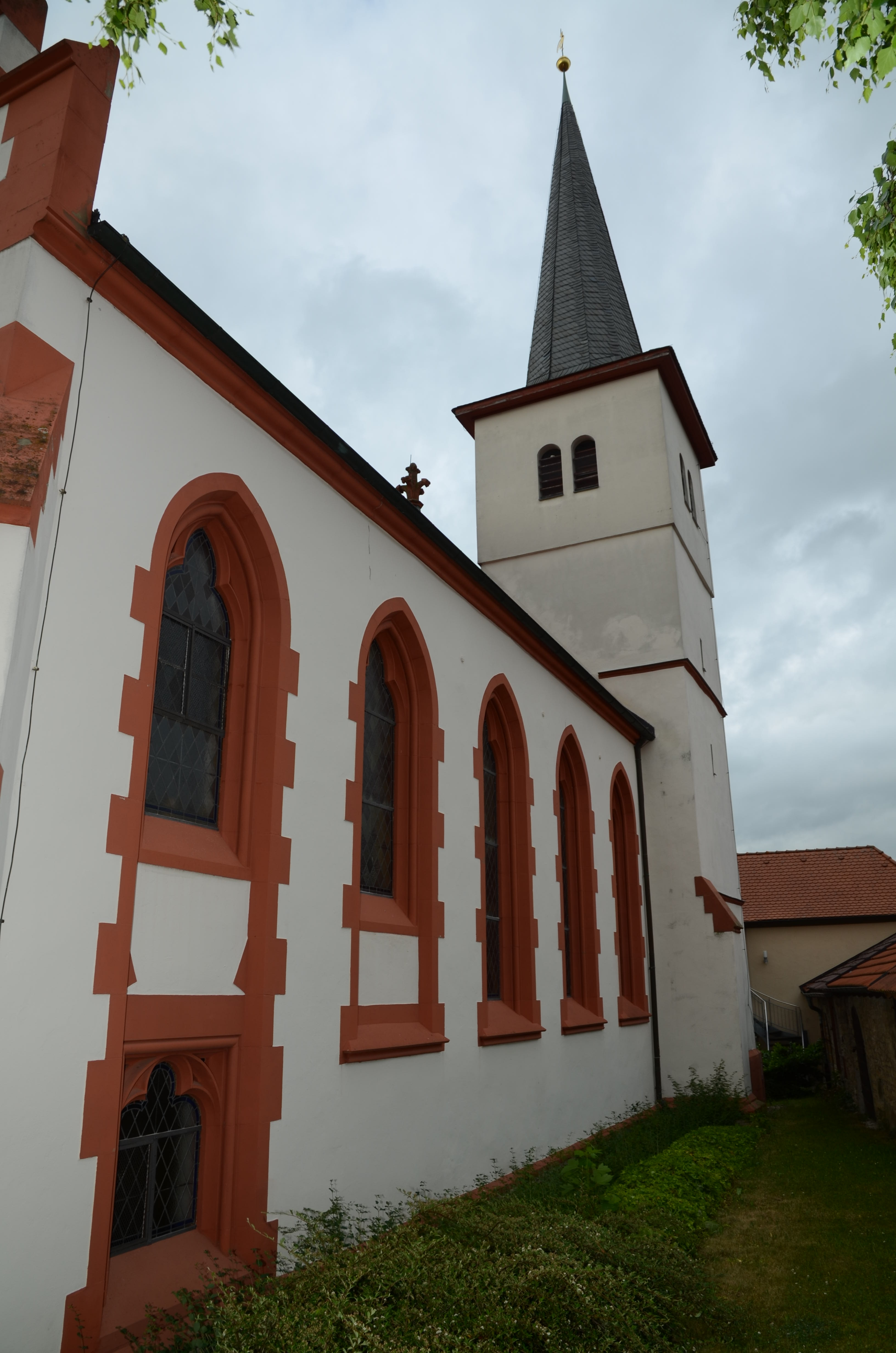
Der Kirchturm von St. Stephanus
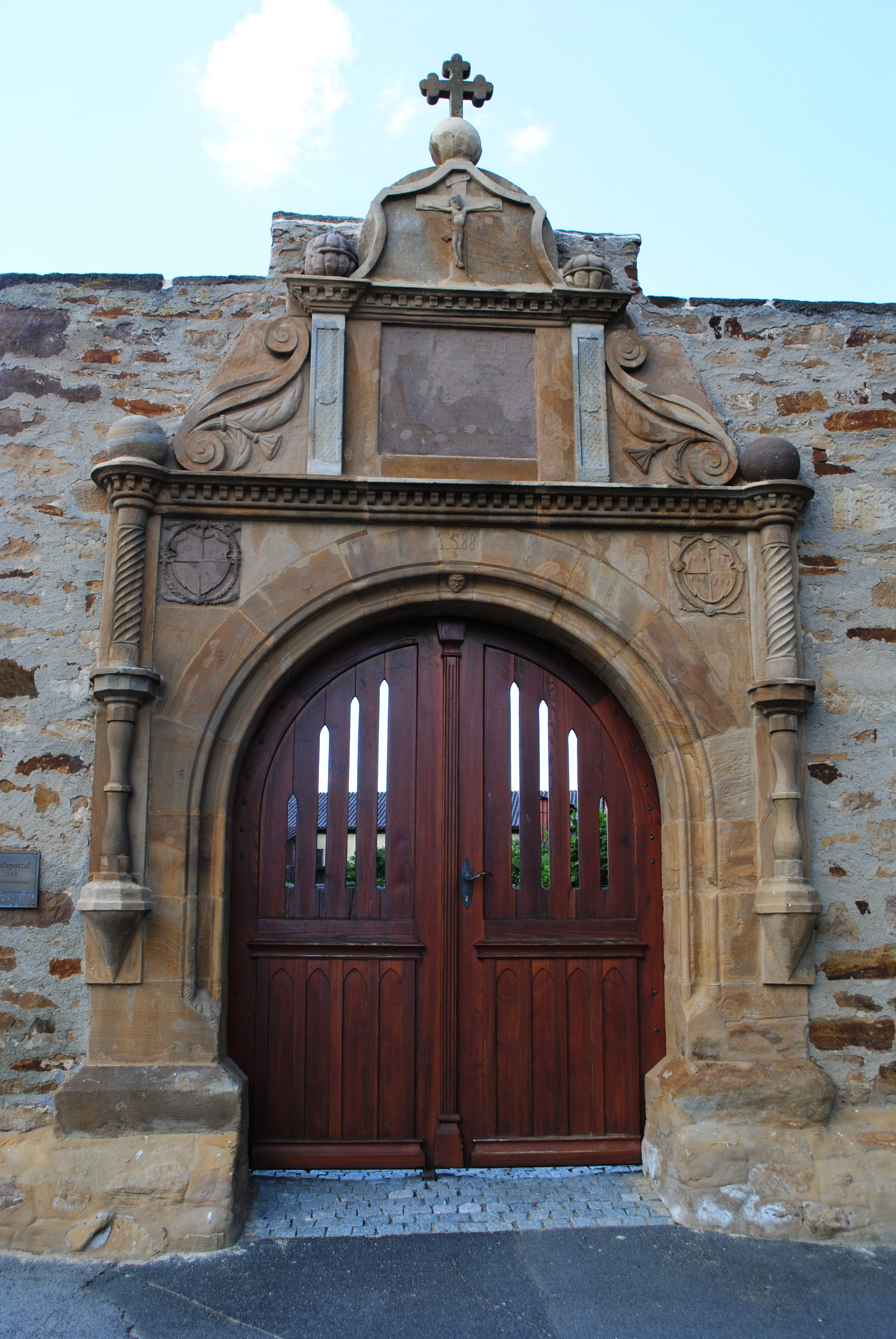
Das Friedhofsportal
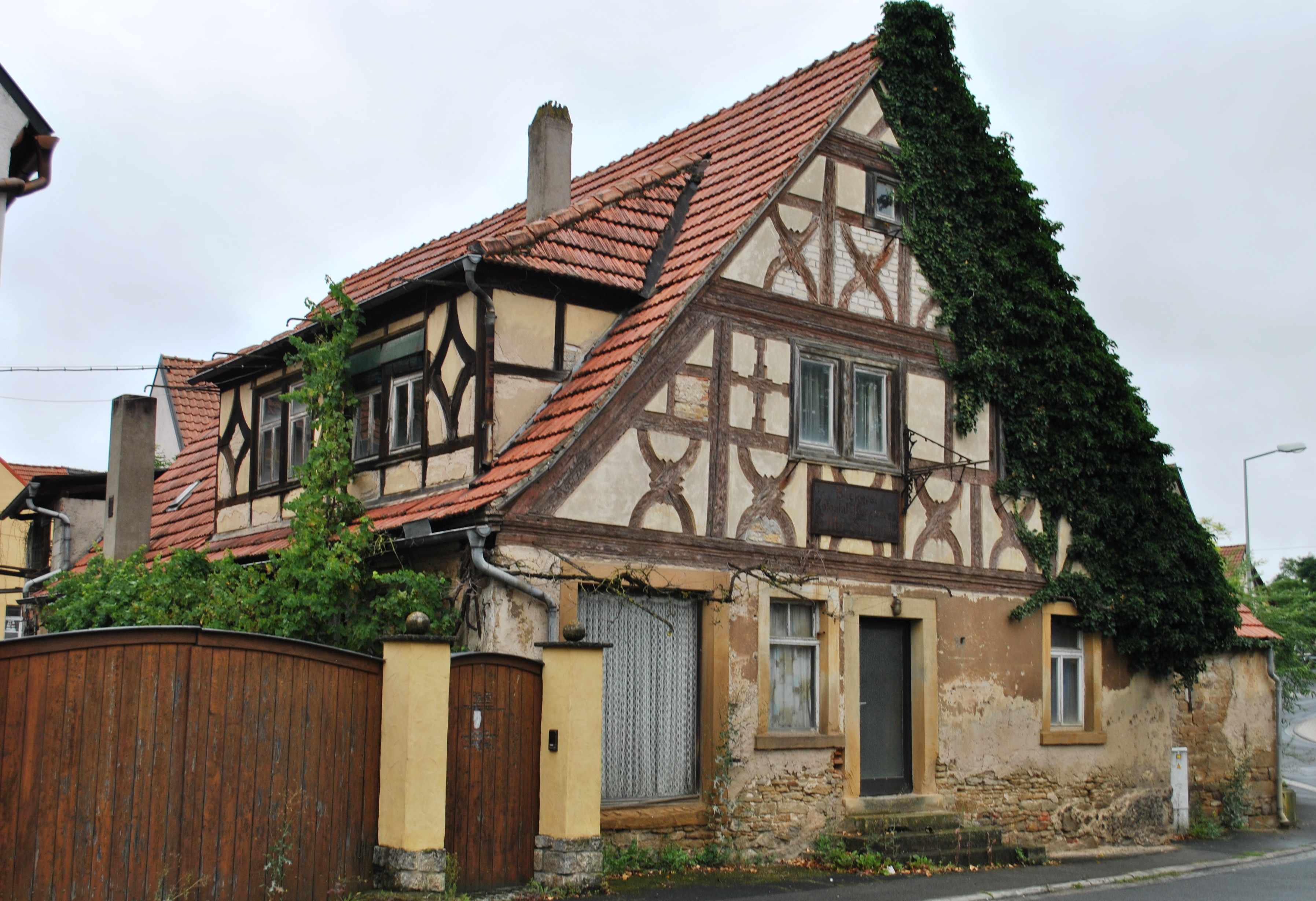
Das Wohnhaus des 18. Jahrhunderts
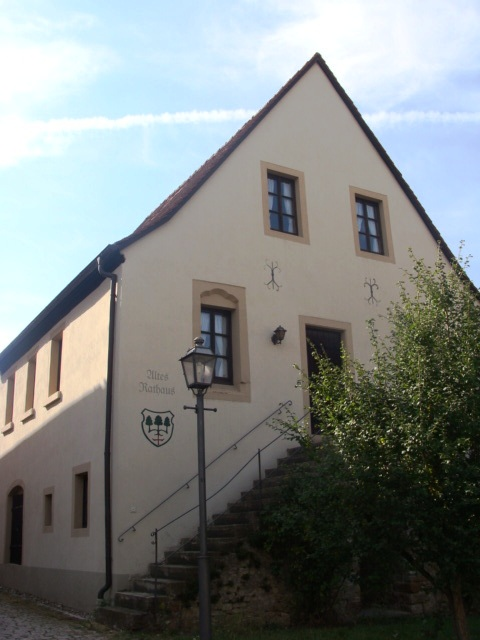
Das ehemalige Rathaus
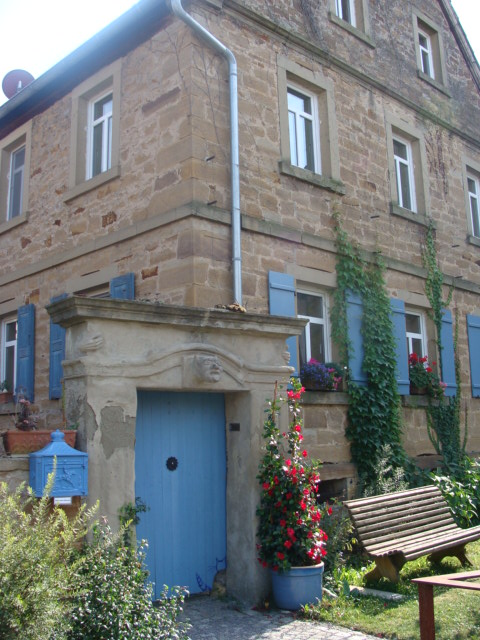
Die Fußgängerpforte
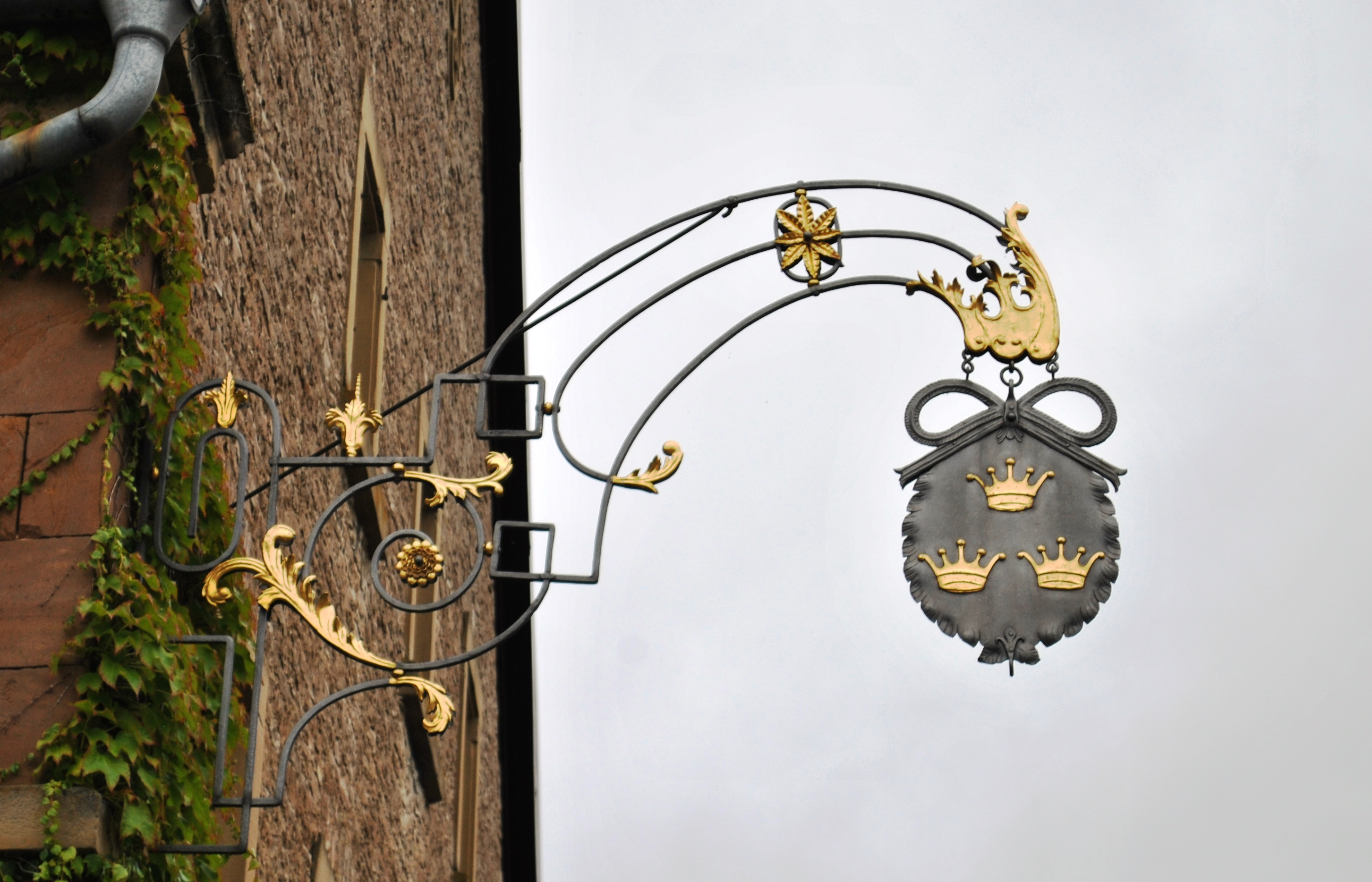
Der Wirtshausausleger
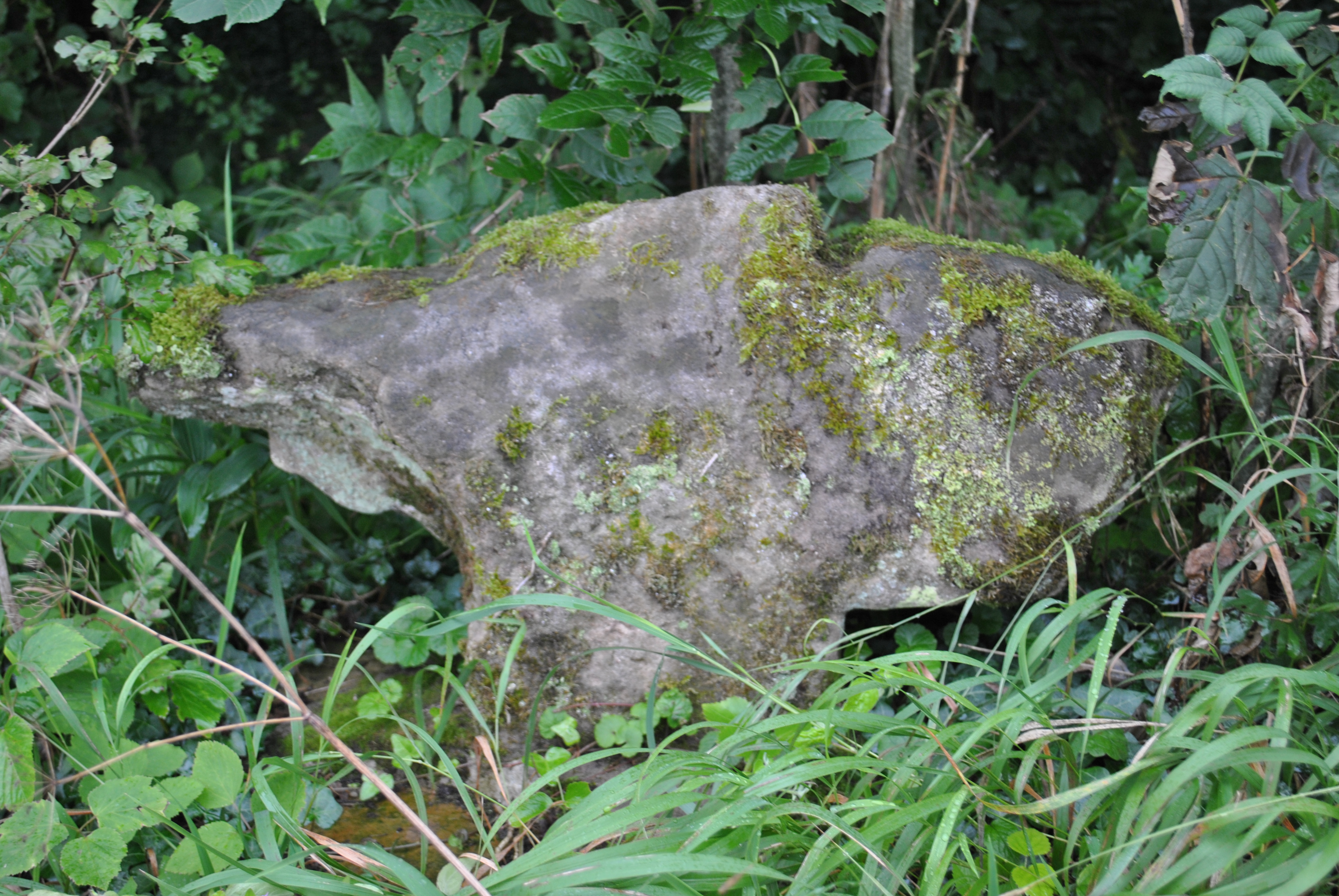
Das Steinkreuz am Dimbacher Weg

### Bodendenkmäler
Insgesamt sind fünf Bodendenkmäler auf der Gemarkung von Eichfeld bekannt. Die unterirdischen Reste von Vorgängerbauten der Stephanuskirche einschließlich der Fundamente der Gaden und der ehemaligen Kirchenburg im heutigen Ortskern wurden als Bodendenkmal eingeordnet. Im Norden der Ansiedlung liegen einige untertägige Reste eines Grabenwerks aus vor- und frühgeschichtlicher Zeit.
Westsüdwestlich der Kirche, im Forst Röhrig (Waldabteilung III, 3a.4b), wurden acht vorgeschichtliche Grabhügel aus der Hallstattzeit lokalisiert, solche sind auch im Nordwesten des Dorfes zu finden. In ähnlicher Richtung vom Dorf entfernt wurden Spuren einer vorgeschichtlichen Siedlung ausgegraben. Alle Bodendenkmäler wurden vom Bayerischen Landesamt für Denkmalpflege eingeordnet.

### Regelmäßige Veranstaltungen
Mehrere regelmäßige Veranstaltungen prägen den Jahresablauf in Eichfeld. In der Nacht vom 30. April auf den 1. Mai feiern die Eichfelder das Maifest, bei dem der Maibaum, eine Birke, am Rande des Sportplatzes aufgestellt wird. Mittelpunkt des Festkalenders ist die Kirchweih. Sie wurde im Jahr 1481 vom Juni auf den zweiten Sonntag im Oktober (Sonntag nach Burkardi) verlegt. Heute wird sie alljährlich am ersten Wochenende im September gefeiert.

## Wirtschaft und Infrastruktur

### Wirtschaft
Wirtschaftlich war Eichfeld lange Zeit lediglich auf die kleinen Bauern des Dorfes angewiesen. Um den Ort waren Felder mit Getreide und Gemüse angelegt, die die Bevölkerung in Subsistenzwirtschaft betrieb. Im 18. Jahrhundert setzte sich neben den einheimischen Sorten vermehrt auch die Kartoffel als landwirtschaftliches Produkt durch. Weiterhin hatten die Eichfelder aber noch unter Hungersnöten nach schlechten Ernten oder Durchzügen zu leiden.
Am Ende des Jahrhunderts versuchte Pfarrer Englert, seine Mitbürger durch die Anlage einer Baumschule in den Gemeindegärten zum Obstbau zu ermuntern. Das angestrebte Ziel verfehlte der Geistliche allerdings, weil sich der Anbau von Obst im Dorf nicht nachhaltig durchsetzte. Nach einer Übersicht vom 28. September 1887 exportierte Eichfeld aber immerhin 300 Kilogramm Obst. Der Export von Feldfrüchten, vor allem Getreide, über Volkach nahm nach 1892 noch weiter zu.
Im Jahr 1908 gründete der in Eichfeld geborene Nikolaus Hofmann die Deutsche Patronen-Centrale Frankonia Eichfeld. Mit dem Umzug nach Würzburg stellte sich schließlich auch der Erfolg ein. 1968 eröffnete man in Rottendorf bei Würzburg ein Zentrallager und die Verwaltung. Heute ist die Frankonia Handels GmbH & Co. KG zu 100 % im Besitz der Otto-Gruppe.
Noch heute leben die Einwohner Eichfelds meist vom Verkauf verschiedener Feldfrüchte. Viele Einwohner pendeln nach Volkach oder ins weiter entfernte Würzburg. Nachdem im 17. Jahrhundert mehrere Gaststätten im Dorf nachgewiesen waren, existiert heute nur noch ein Café an der Volkacher Straße. Eine Kelterei, ein Friseursalon und ein Fachhandel für Alarmsysteme ergänzen das Wirtschaftsleben in Eichfeld.

### Verkehr
Eichfeld war lange Zeit verkehrstechnisch unbedeutend. Es liegt zwischen den Orten Prichsenstadt und Volkach, die in Mittelalter und Früher Neuzeit beide unterschiedlichen Herrschaften angehörten. Bereits damals führte durch Eichfeld eine Ortsverbindungsstraße, die jedoch für den Handel nur eine untergeordnete Bedeutung hatte. Im 19. Jahrhundert wurde diese Straße in eine Land- und später Kreisstraße umgewandelt und in den 1960er-Jahren zur heutigen Breite ausgebaut.
Heute ist die Verbindungsstraße als Landesstraße St 2260 ausgebaut. Sie verläuft aus nordwestlicher Richtung, von Volkach her kommend, als Volkacher Straße durch das Dorf nach Laub und Prichsenstadt. Die Kreisstraße KT 37 führt aus westlicher Richtung nach Eichfeld. Sie kommt als Lülsfelder Straße von Rimbach her und verbindet die beiden Ortsteile miteinander. Weitere verkehrswichtige Bedeutung hat außerdem die Järkendorfer Straße im Nordosten Eichfelds.
An der Volkacher Straße befindet sich die einzige Bushaltestelle Eichfelds. Sie wird von der VGN Linie 8115 (Castell-Münsterschwarzach-Dettelbach) angefahren. Zusätzlich hat die Stadt Volkach einen Bürgerbus eingerichtet, der zweimal wöchentlich in Eichfeld Station macht. Das touristische Mainschleifenshuttle fährt Eichfeld nicht an, ein Radweg, der vom großen Main-Radweg abzweigt, endet seit 2013 in Eichfeld.
Durch den Ort verläuft der Fränkische Marienweg.

### Bildung
Die alte Schule war einer der Mittelpunkte des dörflichen Lebens. Bereits aus dem 16. Jahrhundert stammt die Überlieferung eines ersten Schulmeisters. Als Teil der Kirchenburg lag die Schule inmitten des Dorfes und wurde von allen Knaben besucht. Im Jahr 1800 wurde der Schuleintritt auf das fünfte Lebensjahr festgelegt, die Schulpflicht endete bereits im zwölften Lebensjahr. 1896 errichtete die Gemeinde ein neues Schulhaus im Westen des Dorfes, 1966 wurde die Schule aufgelöst. Bis 1972 wurden die Kinder in Prichsenstadt unterrichtet, ehe Eichfeld dem Schulsprengel Volkach zugewiesen wurde.
| Johann Hirschberger        | gen. 1588–1599 |                                                                              |
| Johann Burckhard           | gen. 1599      | aus Rüdenhausen                                                              |
| Michael Köhler             | 1619–1621      |                                                                              |
| unbesetzt                  | 1626–1645      | aufgrund der Folgen des Dreißigjährigen Krieges blieb die Stelle unbesetzt   |
| Andreas Thomas             | gen. 1649      | † 1653                                                                       |
| Johann Friedrich Abendroth | 1773–1815      |                                                                              |
| Martin Seubelt             | 1872–1920      | * 22. März 1846 in Westheim; † 1920 in Eichfeld →siehe auch Persönlichkeiten |
| N. Göbel                   | –1966          | letzter Lehrer in Eichfeld                                                   |

Nach dem Verlust der Volksschule besitzt Eichfeld heute lediglich einen Kindergarten in evangelischer Trägerschaft. Die grundlegende Bildung wird von der Volksschule Volkach geleistet. Unter diesem Namen wurden Grund- und Mittelschule im nahen Volkach zusammengefasst. Schüler und Schülerinnen können dort den Qualifizierenden Hauptschulabschluss und, über den sogenannten M-Zweig, die Mittlere Reife absolvieren.
Die höhere Schulbildung erfolgt ebenfalls in Volkach. Dort ist eine Mädchenrealschule beheimatet. Im Volkacher Ortsteil Gaibach befindet sich mit dem Franken-Landschulheim Schloss Gaibach ein Gymnasium mit Realschule und Internat. Das Steigerwald-Landschulheim in Wiesentheid liegt ebenfalls in der Nähe Eichfelds. Außerdem können die Schüler und Schülerinnen das private Klostergymnasium in Münsterschwarzach besuchen.

### Vereine und Verbände

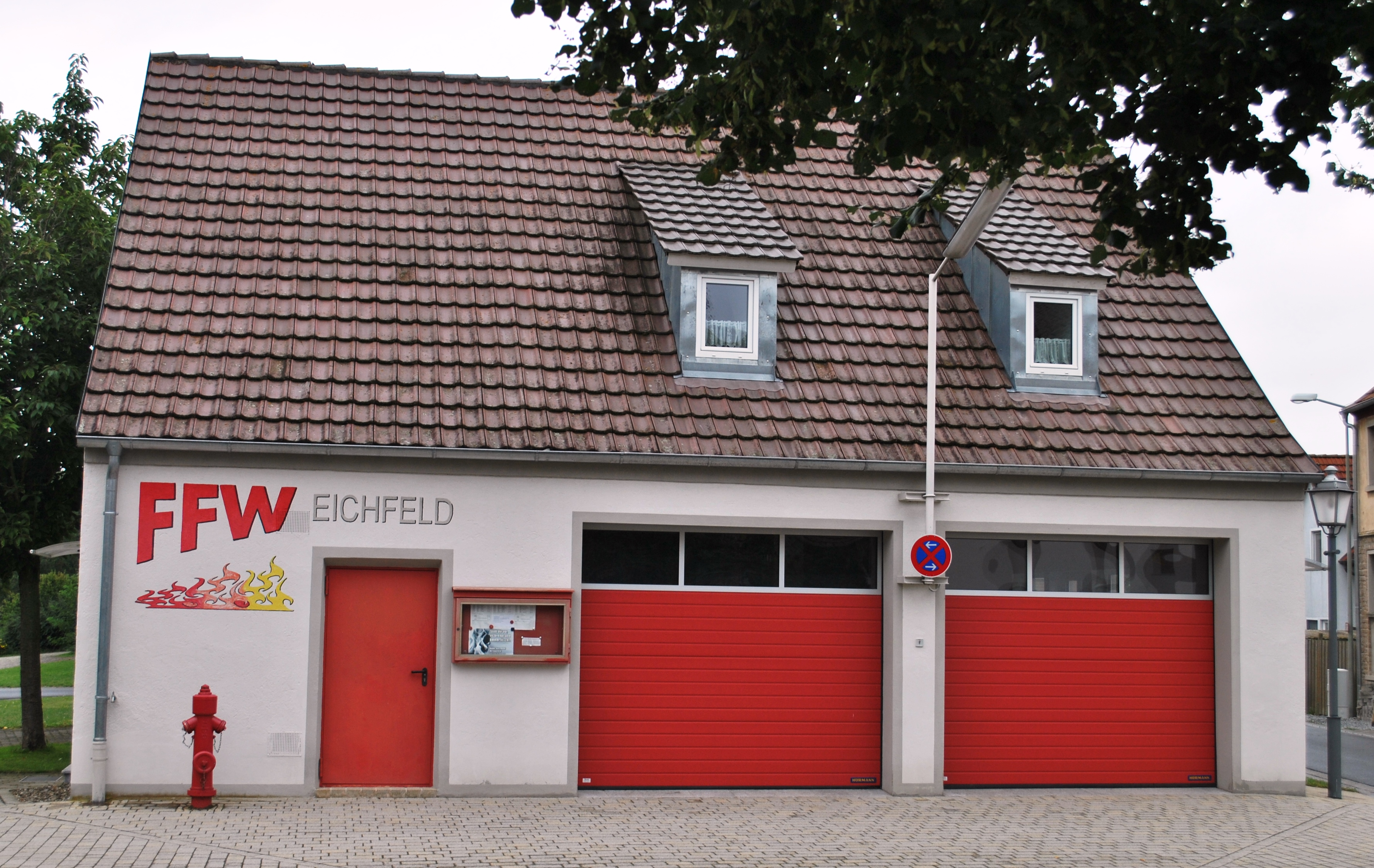
Das Feuerwehrhaus in der Järkendorfer Straße

Aufgrund der geringen Größe des Ortes sind in Eichfeld nur drei Vereine ansässig. Wichtigster ist der Feuerwehrverein. Bereits 1650 wurde ein Feuerhaus im Ort erwähnt, die eigentliche Gründung einer Freiwilligen Feuerwehr fand jedoch erst im Jahr 1874 statt. Im Jahr 1876 besaß die Eichfelder Feuerwehr eine Handdruckspritze, ein Haus direkt neben der Schule wurde zum Feuerwehrhaus umgewandelt. Erst 1936 konnte eine Motorspritze erstanden werden. Im Zuge der Dorferneuerung in den 1960er-Jahren wurde 1961 ein neues Feuerwehrhaus mit Schlauchturm errichtet. Im Jahr 1982 erfolgte die Neugründung der Freiwilligen Feuerwehr im Dorf. Heute existiert auch eine Jugendwehr. Eichfeld besitzt ein Tragkraftspritzenfahrzeug (TSFW) und ein Mannschaftstransportfahrzeug (MTF). Die Feuerwehr wird vom Kommandanten Patrick Fischer geleitet.
Der örtliche Posaunenchor ist mit der evangelischen Kirchengemeinde verbunden. Er wurde im Jahr 1979 durch die Initiative von Pfarrer Heinrich Thum wiedergegründet und ist Teil des Bezirks Steigerwald im Verband evangelischer Posaunenchöre in Bayern.
Der Eichfelder Sportverein SV Eichfeld 1973 wurde für die sportliche Ertüchtigung gegründet. Er erhielt bereits in den 1960er-Jahren einen Sportplatz im Nordwesten des Dorfes. Der Verein bietet Fußball, Tennis und Volleyball an.

## Persönlichkeiten

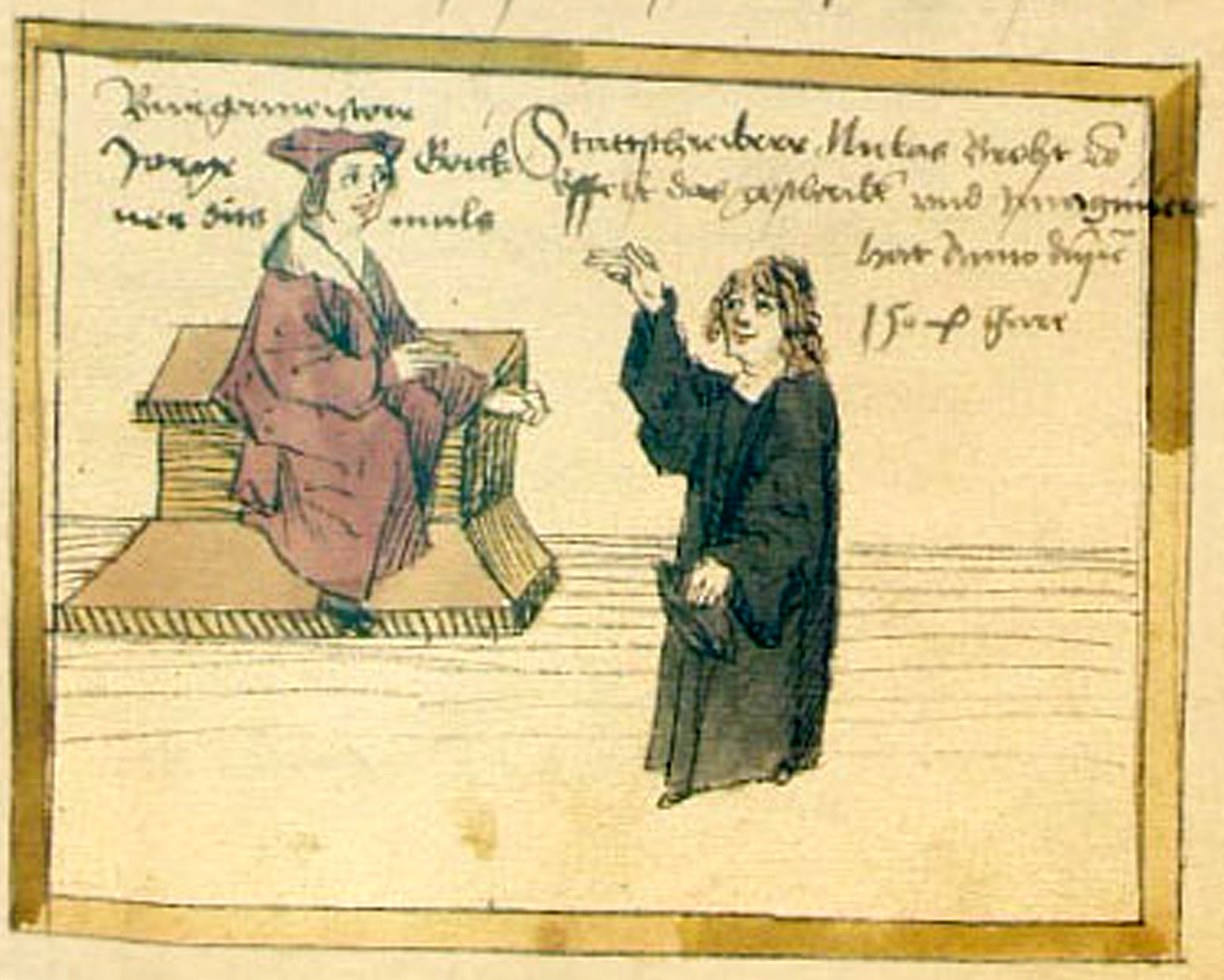
Der Volkacher Stadtschreiber Niklas Brobst (rechts)

In Eichfeld wirkten einige Persönlichkeiten, die für die Geschichte des Ortes sehr bedeutsam waren. Insbesondere die Pfarrer und Dorflehrer förderten die Entwicklung des kleinen Dorfes. Mit Niklas Brobst von Effelt (* nach 1450 in Eichfeld; † um 1506 in Volkach) wurde allerdings auch der spätere Volkacher Stadtschreiber in Eichfeld geboren. Er verfasste das  Volkacher Salbuch und kodifizierte damit die Rechtsprechung in der Würzburger Amtsstadt. Das Werk wurde ein juristisches Standardwerk.
Der Eichfelder Ortspfarrer Johann Lorenz Göbel (* 1622 in Schweinfurt; † 1689 in Eichfeld) übernahm 1645 die Pfarrei. Das Dorf war nach dem Dreißigjährigen Krieg fast unbewohnt und der Geistliche musste die Gemeindeverwaltung neu ordnen. Er unterstützte die Anwerbung von Neubürgern und legte eine neue Sterbematrikel an. Zunächst wohnte Göbel noch im befestigten Prichsenstadt, ehe er 1649 nach Eichfeld umzog. Der Pfarrer heiratete zweimal und wurde Vater von insgesamt 17 Kindern, von denen jedoch nur wenige das Erwachsenenalter erreichten.
Sein Nachfolger Leonhard Biemüller, von 1897 bis 1913 evangelischer Ortspfarrer, initiierte 1902 den Neubau der Kirche. Zuvor hatte er die Gemeinde einen müssen, weil sein Vorgänger Georg Deininger Anhänger der katholisch-apostolischen Lehre war.
Der Dorflehrer Martin Seubelt (* 1846 in Westheim; † 1920 in Eichfeld) erhielt 1898 von der königlich-bayerischen Regierung eine Anerkennung für seine Leistungen. Er hatte einen Kreditverein im Dorf gegründet. Aufgrund seiner Verdienste wurde eine Straße in Seubeltstraße umbenannt.